# Surgeon (rivière)
Pour les articles homonymes, voir Surgeon.
Le Surgeon est une rivière française qui a trois sources dont deux à Bouvigny-Boyeffles (Pas-de-Calais) (l'une est à Marqueffles, une autre près de la villa d'Uzon), la troisième se trouve dans les étangs d'Aix-Noulette.
Il passe à Aix-Noulette, Bully-les-Mines, Mazingarbe, Vermelles, puis se jette dans le canal d'Aire à La Bassée. Le Surgeon est entièrement busé entre Aix-Noulette et Mazingarbe.
Le Surgeon fait partie du schéma d'aménagement et de gestion des eaux (SAGE) de la Lys.
Une station hydrométrique sur le Surgeon a existé à Cambrin. Cette station fut gérée par le service hydrologique centralisateur (SHC) Artois-Picardie (voir DIREN Nord-Pas-de-Calais).